# Kärlekens XYZ
Kärlekens XYZ är en svensk film från 1971, i regi av Torgny Wickman.

## Handling
Filmen inleds med ett samlag mellan en blond ung kvinna och hennes fästman bakom ett galler av paragraftecken. I filmen belyser Leif Silbersky samhällets syn på de sexuella frågorna.

## Om filmen
Kärlekens XYZ är en uppföljare till filmen Mera ur Kärlekens språk. Filmen premiärvisades 8 juli 1971 på biograferna Riviera och Rigoletto i Stockholm. Den spelades in vid AB Europa Studio i Sundbyberg med exteriörer från Nord-Jylland i Danmark av Lasse Björne. Filmen kom att följas av klippfilmen Det bästa ur kärlekens språk 1972

## Roller i urval
- Maj-Briht Bergström-Walan - expert
- Leif Silbersky - expert
- Inge Hegeler - expert
- Sten Hegeler - expert
- Joachim Israel - expert
- Ola Ullsten - expert
- Birgitta Linnér - expert
- Rune Pär Olofsson - expert
- Lars Engström - expert
- Göran Bergstrand - expert
- Tommy Hedlund - expert
- Arne Mellgren - expert
- Göran Hallberg - expert
- Rune Hallberg - Lars Lenander
- Kim Anderzon - kvinnan i trappan
- Seth Nilsson - mannen i trappan
- Bent Rohweder - dansk skådespelare
- Sven Olof Erikson
- Axel Segerström  Bertil Svensson

### Filmmusik i urval
- When the Saints Go Marching In, instrumental
- Jungfrun gick åt killan